# زعفران ۱۲۲۰
سیارک ۱۲۲۰ (به انگلیسی: 1220 Crocus، نامگذاری:1932CU) هزار و دویست و بیستمین سیارک کشف شده‌است که در ۱۱ فوریه ۱۹۳۲ و در هایدلبرگ کشف شد.
قدر مطلق سیارک برابر ۱۱٫۷۲ است.